# Krîvbas, Krîvîi Rih
Krîvbas (în ucraineană Кривбас) este un sat în comuna Heikivka din raionul Krîvîi Rih, regiunea Dnipropetrovsk, Ucraina.

## Demografie
Componența lingvistică a localității Krîvbas
     Ucraineană (88,12%)
     Rusă (11,73%)
Conform recensământului din 2001, majoritatea populației localității Krîvbas era vorbitoare de ucraineană (88,12%), existând în minoritate și vorbitori de rusă (11,73%).